# Wenn Ludwig ins Manöver zieht
Wenn Ludwig ins Manöver zieht ist der vierte Teil der Lausbubenfilme nach Motiven von Ludwig Thoma. Regie führte Werner Jacobs. Uraufführung war am 19. Dezember 1967.

## Handlung
In Ludwig Thomas Heimatort Gamsting findet ein Manöver zwischen preußischen und bayerischen Truppen statt. Auch im Haus der Familie Thoma werden daher teilnehmende bayerische Soldaten einquartiert, nämlich der Feldwebel Falkenberg und der einfache Soldat Sepp Maier, der mit Ludwig befreundet ist. Schnell stellt sich heraus, dass es sich bei dem Feldwebel um den unliebsamen Bruder des Dorfpfarrers „Kindlein“ Falkenberg handelt, der zudem seine Untergebenen schikaniert und drangsaliert. Gleichzeitig treffen mit den preußischen Soldaten deren Kommandeur, der zackige Oberst von Below, sowie in dessen Begleitung auch der Rittmeister von Stülphagel ein, der mit der Familie Thoma befreundet ist.
Zusammen mit den beiden preußischen Offizieren kommt auch Melanie, die Schwester von Ludwigs Cousine Cora Reiser, zu Besuch in Gamsting an. Der bei Cora einquartierte bayerische Oberleutnant von Busch wirft schnell ein Auge auf sie und beginnt, ihr den Hof zu machen.
Oberst von Below plant, die bayerischen Truppen unter Hauptmann Stumpf mithilfe eines komplizierten Schlachtplans zu überrumpeln und so als Sieger aus dem Manöver hervorzugehen. Der Gamstinger Dorfbader Gschwind belauscht jedoch dieses Vorhaben und erfährt so von Zeit und Ort der geplanten Attacke. Gleichzeitig möchte Ludwigs Freund Sepp in der Nacht im Gamstinger Revier wildern, wovon Ludwig jedoch Kenntnis erlangt. Um zu verhindern, dass Sepp oder dem Förster Karl, dem Ehemann seiner Cousine Cora, etwas zustößt, entfernt er die Kugeln aus den Patronen in den Gewehren der beiden und ersetzt sie durch Niespulver. Entsprechend glimpflich endet die nächtliche Begegnung der beiden im Wald.
Durch den Dorfbader Gschwind informiert, sind die bayerischen Truppen in der Nacht auf den preußischen Angriff vorbereitet – es wird rechtzeitig Alarm gegeben. Da sich jedoch der Feldwebel Falkenberg, ein notorischer Frauenheld, zu diesem Zeitpunkt bei einem Stelldichein im Heu befindet, bekommt Ludwig die Chance, dessen im Thomahaus zurückgebliebene Uniformhose verschwinden zu lassen und zudem Honig in seine Militärstiefel zu füllen. Als Falkenberg verspätet und zudem als Ersatz mit Lederhose bekleidet zu seiner Truppe stößt, wird er von Hauptmann Stumpf unter Gelächter der Soldaten scharf gerügt und vom Manöver ausgeschlossen. Währenddessen schlüpft Ludwig in Sepps Uniform und eilt für ihn zur Alarmierung, um zu verhindern, dass dessen nächtliche Abwesenheit bemerkt wird.
Ludwig, der von Hauptmann Stumpf erfahren hat, dass die Eroberung der gegnerischen Fahne als Ziel des Manövers gilt, gelingt es durch ein geschicktes Ablenkungsmanöver, das preußische Feldzeichen aus dem „feindlichen“ Hauptquartier zu entwenden. Siegesgewiss eilt er zurück zu den bayerischen Truppen und bemerkt daher nicht, dass ihm das Fahnentuch unterwegs aus der Uniformjacke fällt. Als von Below das Fehlen der Fahne bemerkt, wirft er alle Vorsicht über Bord und befiehlt einen kopflosen Angriff der gesamten preußischen Kräfte auf das bayerische Hauptquartier. Dabei gerät er in einen Hinterhalt, und das folgende Gefecht artet in eine wüste Schlägerei zwischen Bayern und Preußen aus, bei der die Gamstinger Dorfbewohner tatkräftig mitmischen.
Inzwischen hat der kleine Sohn von Karl und Cora heimlich sein Zuhause verlassen und spaziert zusammen mit seinem Hund durch das Dorf. Zufällig kommt er an der von Ludwig verlorenen Truppenfahne der Preußen vorbei und zieht das bunte Tuch hinter sich her.
Schließlich trifft überraschend der deutsche Kaiser Wilhelm II. zusammen mit dem bayerischen Prinzregenten Luitpold ein. Gerade als Oberst von Below sich gezwungen sieht, Wilhelm II. den Verlust der Fahne und damit das Ende seiner Karriere zu melden, taucht der kleine Ludwig Reiser mit seinem Fund auf der Dorfwiese auf. Somit wird er zum „Ehrenretter“ der Preußen, und alles löst sich – spätestens auf dem folgenden Manöverball – in Wohlgefallen auf. Zum Schluss vollendet Ludwig dann seine Rache am bereits angeschlagenen Feldwebel Falkenberg, als er dessen sämtlichen Liebschaften durch einen fingierten Brief nach Gamsting lockt und ihn so öffentlich als untreuen und gewissenlosen Herzensbrecher brandmarkt. Falkenberg verlässt den Militärdienst und übernimmt den Mesnerposten bei seinem Bruder in Gamsting.

## Kritiken
„Manchmal hat man den Eindruck, einen Werbefilm vor sich zu haben, so wenig sind die verschiedenen Motive miteinander verbunden. Seitz und Jacobs präsentieren den traditionellen Gegensatz Bayern-Preußen, eine launige 08/15-Variante in der Welt vor dem Ersten Weltkrieg, die üblichen Klischees über Militärs und Menschen in Bayern und Preußen.“

„Die vierte Folge [...] erweist sich als typische Militärklamotte, deren größtes Ärgernis die Verbindung der anzüglichen Handlung mit einem Geistlichen ist. Aber auch sonst konventioneller Durchschnitt. Keine Empfehlung.“

## Sonstiges
- Der Film spielt mit seiner Handlung auf die großen „Kaisermanöver“ an, die von der Mitte des 19. Jahrhunderts bis zum Ausbruch des Ersten Weltkriegs regelmäßig im Deutschen Reich stattfanden.
- Die Fußballnationalspieler Sepp Maier und Gerd Müller sowie Trainer Zlatko Čajkovski treten als Angehörige des bayerischen Heeres auf.
- Claus Wilcke wird von Peter Kraus synchronisiert.
- Die französische Sängerin und Schauspielerin Chantal Goya übernahm die Rolle der Melanie.
- Wie in allen Teilen der Lausbubengeschichten entstanden die Filmaufnahmen in den oberbayerischen Dörfern Beuerberg und Eurasburg.
- In mehreren Einstellungen ist das 1976 durch einen Brand weitgehend zerstörte und später neu aufgebaute Schloss Eurasburg im Originalzustand zu sehen.
- Die Titelmusik des Films bildet ein Medley zahlreicher bekannter Militärmärsche, darunter der Bayerische Defiliermarsch, Preußens Gloria, der Hohenfriedberger Marsch sowie der Yorcksche Marsch.
- Ein Kernelement der Handlung bildet das Entwenden der preußischen Regimentsfahne durch Ludwig Thoma. Dieser Diebstahl ist möglich, da im Film das Fahnentuch nur durch leicht zu lösende Knoten am Fahnenstock befestigt ist. Tatsächlich ist das Fahnentuch von Truppenfahnen traditionell an den Fahnenstock genagelt und könnte auf die im Film gezeigte Weise nicht oder nur durch Gewaltanwendung entfernt werden.
- Im Film ist der Bildstock zum Gedenken an den königlichen Hofjagdgehilfen Bartholomäus Grünberger zu sehen, der am 25. Juli 1870 in der Nähe der Sachenbacher Alm von einem Wilderer von hinten erschossen wurde.[1]